# Российско-американская компания
Под Высочайшим Его Императорского Величества покровительством Российская Американская компания (рус. дореф. Подъ Высочайшимъ Его Императорскаго Величества покровительствомъ Россійская Американская компанія; также Росси́йско-америка́нская компа́ния, Росси́йско-Америка́нская компа́ния (рус. дореф. Россійско-Американская компанія), РАК) — полугосударственная колониальная торговая компания, основанная по инициативе Николая Резанова и утверждённая указом императора Павла I 8 (19) июля 1799 года. После продажи Аляски США в 1867 году формально прекратила свою деятельность, но фактически существовала до 1881 года и выплачивала дивиденды до 1888 года.

## Название
Торгово-промысловое предприятие создано 19 (30) июля 1797 года в Иркутске путём объединения Северо-восточной американской, Северной и Курильской компаний Натальи Шелиховой и Ивана Голикова с компанией иркутских купцов во главе с Николаем Мыльниковым. 3 (14) августа 1798 года в Иркутске подписан акт, подтверждавший «предварительное соединение» двух компаний под названием Соединённая американская компания, в которую вошли 20 купцов.
Указом императора Павла I от 8 (19) июля 1799 года предприятие получило привилегии сроком на 20 лет (продлевались в 1821 и 1841 годах) и официальное название — Под Высочайшим Его Императорского Величества покровительством Российская Американская компания (рус. дореф. Подъ Высочайшимъ Его Императорскаго Величества покровительствомъ Россійская Американская компанія).
Американисты и историки настаивают, что правильное сокращённое название — Российско-американская компания. Это подтверждается архивными данными и, главное, отражает суть компании, которая была полностью российской — в ней никогда не было американского капитала, а цели и задачи отвечали исключительно российским интересам.

## Флаг компании

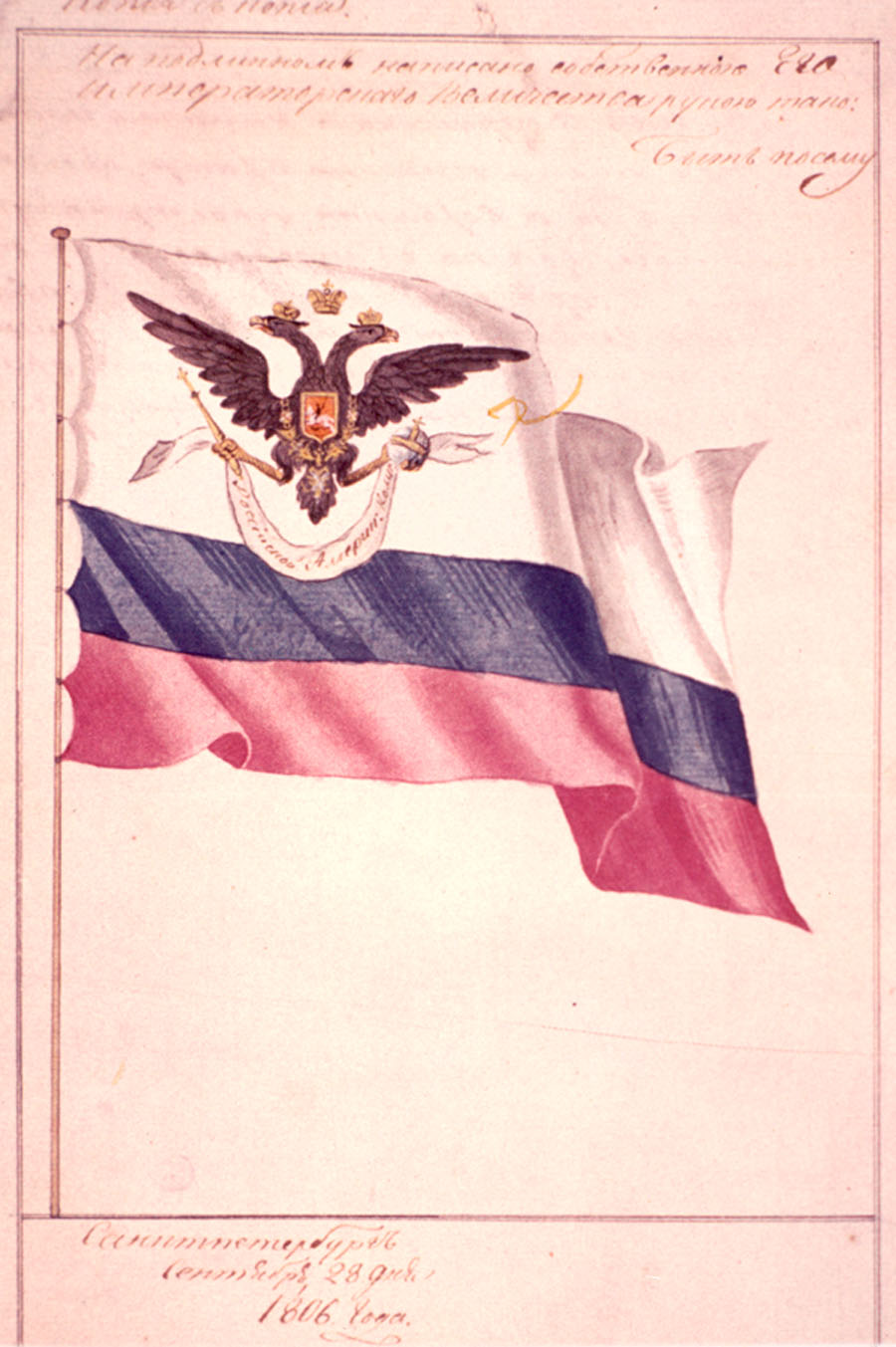
Флаг, утверждённый в 1806 году

Флаг Российско-американской компании был утверждён императором Александром І в 1806 году. Это был первый специальный флаг, дарованный российским правительством частной компании. С предложением о его создании выступил министр Николай Румянцев, который уделял особое внимание компании и лично финансировал несколько научных экспедиций. Флаг был представлен Главному правлению РАК в Санкт-Петербурге 19 сентября 1806 года. Компании предписывалось использовать его как крепостной и морской флаг.
Флаг имел три полосы: нижнюю красную, среднюю синюю и верхнюю более широкую белую. На белой полосе располагался двуглавый орёл, держащий в когтях ленту с надписью «Россійской Американской Компаніи». На груди орла располагался красный щит с изображением Святого Георгия.

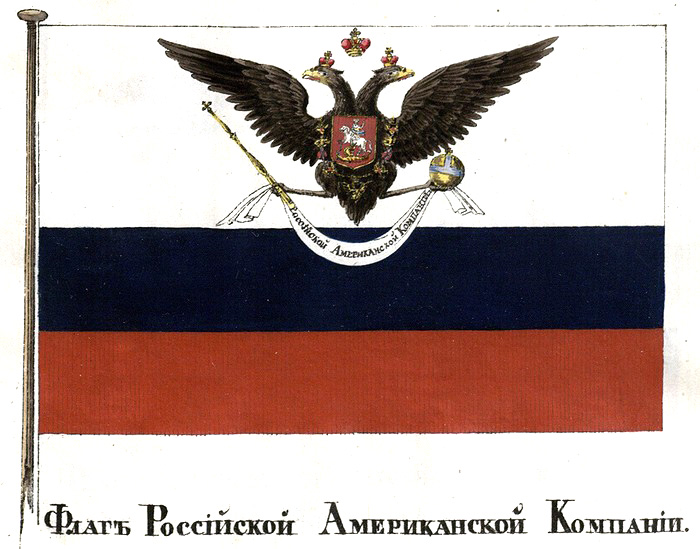
Флаг 1835 года

С 1818 по 1831 годы в РАК работал специально нанятый профессиональный художник, который рисовал флаги и эмблемы. Дизайн флага, судя по всему, мог слегка варьироваться в части переноса изображения орла с дарственной лентой. Так, например, известно изображение флага 1835 года, где орёл смещён в центр полотна.
Флаг Российско-американской компании реял над Аляской до 18 октября 1867 года.

## История

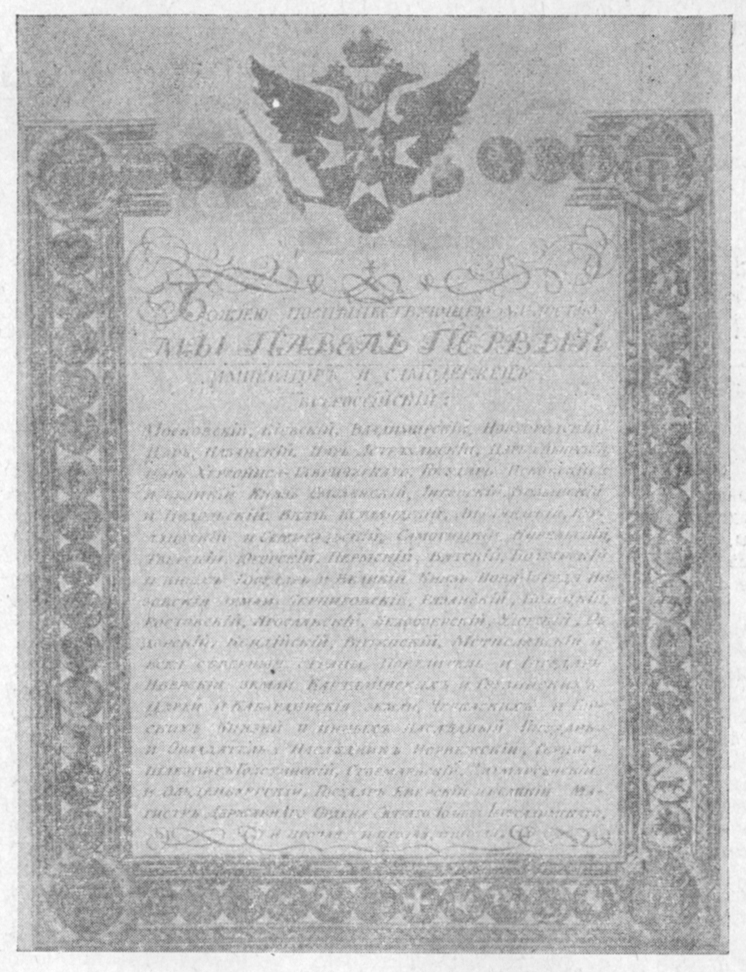
Первая страница указа Павла I об учреждении РАК (1799)

В первой половине XVIII века информация о землях, лежащих на восток от Камчатки, была получена от экспедиций Витуса Ионассена Беринга и Дмитрия Ивановича Павлуцкого. К 1780-м годам на Аляске смогли закрепиться только две крупные купеческие компании: Шелихова — Голикова, а также Лебедева-Ласточкина, между представителями которых шло почти не прекращавшееся соперничество. Оно завершилось в 1798 году, когда «лебедевцы» были вынуждены бесславно оставить Америку. Таким образом, уже к 1799 году, когда произошло оформление Российско-американской компании, в Русской Америке фактически сложилась гегемония конгломерата компаний, принадлежавших наследникам Григория Шелихова (умершего в 1795 году) и его бывшего компаньона Ивана Голикова, то есть почти полная торгово-промысловая монополия. Образование РАК лишь юридически закрепило существующее положение.
Известный предприниматель и организатор пушного промысла Григорий Иванович Шелихов, заложивший в 1784 году первое постоянное поселение на острове Кадьяк, вернувшись в Россию, выступил с предложением предоставить его компании значительные привилегии. Проект Шелихова предусматривал защиту от произвола местной охотской и камчатской администрации путём передачи его компании под покровительство Иркутского генерал-губернатора, посылку в американские поселения воинской команды, специалистов, ссыльнопоселенцев и миссионеров, санкции на покупку у туземных вождей в Америке рабов и расселения их на Камчатке и Курилах, а также разрешение на торговлю со странами Тихоокеанского бассейна и Индией. Для осуществления этих широкомасштабных планов Шелихов испрашивал у казны финансовую помощь в размере 500 тысяч рублей и настаивал на запрете иностранцам заниматься торгово-промысловой деятельностью в пределах формирующейся Русской Америки.
В центральном правительстве планы объединения купеческих компаний в единую организацию разрабатывались по крайней мере с 1780 года, когда секретарь Коммерц-коллегии Михаил Чулков подал генерал-прокурору князю Александру Вяземскому соответствующий тщательно разработанный проект, согласно которому учреждаемая компания получила бы 30-летнюю монополию на промысел и торговлю на всём Тихоокеанском Севере. Хотя проект Чулкова не получил поддержки из-за стойкой неприязни к монополиям императрицы Екатерины II, он, очевидно, стал известен Шелихову и Голикову, и оказал влияние на их дальнейшие планы и деятельность. В отличие от предыдущих купеческих объединений, компания Шелихова — Голикова была учреждена в 1781 году не на один «вояж», а сроком на 10 лет, причём она ставила своей целью не просто добычу пушнины в Новом Свете, а основание там постоянных поселений. При этом компаньоны добивались непосредственного патронажа иркутских губернаторов и над своей компанией, и над основанными в Америке колониями.
Комиссия о коммерции, о плавании и торговле на Тихом океане в марте 1788 года ходатайствовала перед императрицей о предоставлении компании Шелихова — Голикова запрашиваемых ею льгот и государственной помощи, в том числе предоставлении ей торгово-промысловой монополии как в уже освоенных компанией районах, так и на вновь открываемых ею территориях сроком до 20 лет. Тем не менее императрица Екатерина II резко отвергла прошение ретивых купцов и ходатайства высших государственных инстанций.
После смерти императрицы 6 (17) ноября 1796 и вступления на престол Павла I процесс оформления монополии на морской пушной промысел и торговлю в Новом Свете пошёл семимильными шагами. Так, уже в 1796 году ряд иркутских купцов выступил с предложением объединить купеческие компании для торговли в районе Курильских островов и Японии, а в 1797 году в результате слияния купеческих капиталов было положено начало создания единой монопольной компании на Тихоокеанском Севере, где главенствующую роль вскоре стали играть наследники Шелихова и, в первую очередь, его зять Николай Петрович Резанов.
Образование РАК было уникальным явлением в истории России конца XVIII — начала XIX века. Устав компании был в значительной мере скопирован с иностранных монопольных торговых объединений, прежде всего французских. Здесь следует сделать ряд пояснений. Особенность РАК заключалась в сочетании торгово-промысловых функций с функциями казённого управления: государство временно делегировало компании значительную часть своих полномочий. С другой стороны, в появлении РАК не было ничего феноменального — уже в 1750-х годах в России появляются первые монополистические торговые организации — Темерниковская, Персидская и Среднеазиатская. Все они были акционерными обществами, а ряд положений в учредительных документах первой из них весьма напоминал некоторые пункты правил и привилегий РАК (включая позднейшие добавления и новации). Российско-американская компания возникла не только под влиянием иностранных аналогий, типа, Голландской Ост-Индской компании и Британской Ост-Индской компании, но во многом благодаря уже имевшемуся в России опыту создания подобных организаций. При этом государство, монополизируя деятельность РАК, стремилось удержать под своим контролем купеческий капитал и инициативу, а также принять участие в присвоении монопольных сверхприбылей посредством налогового перераспределения без излишних затрат со своей стороны.
Указом императора Павла I от 8 (19) июля 1799 года предприятие получило привилегии сроком на 20 лет (продлевались в 1821 и 1841): монопольное право на промыслы, торговлю и разработку полезных ископаемых на северо-западе Америки, на Курильских и Алеутских островах, исключительное право открытия и присоединения к России новых территорий в северной части Тихого океана (в 1844 году «пределы плавания и промыслов компании» ограничены 54°40′ с. ш. в связи с соглашениями по разграничению владений России, США и Великобритании: Русско-американская конвенция (1824), Англо-русская конвенция (1825)).

## Правление

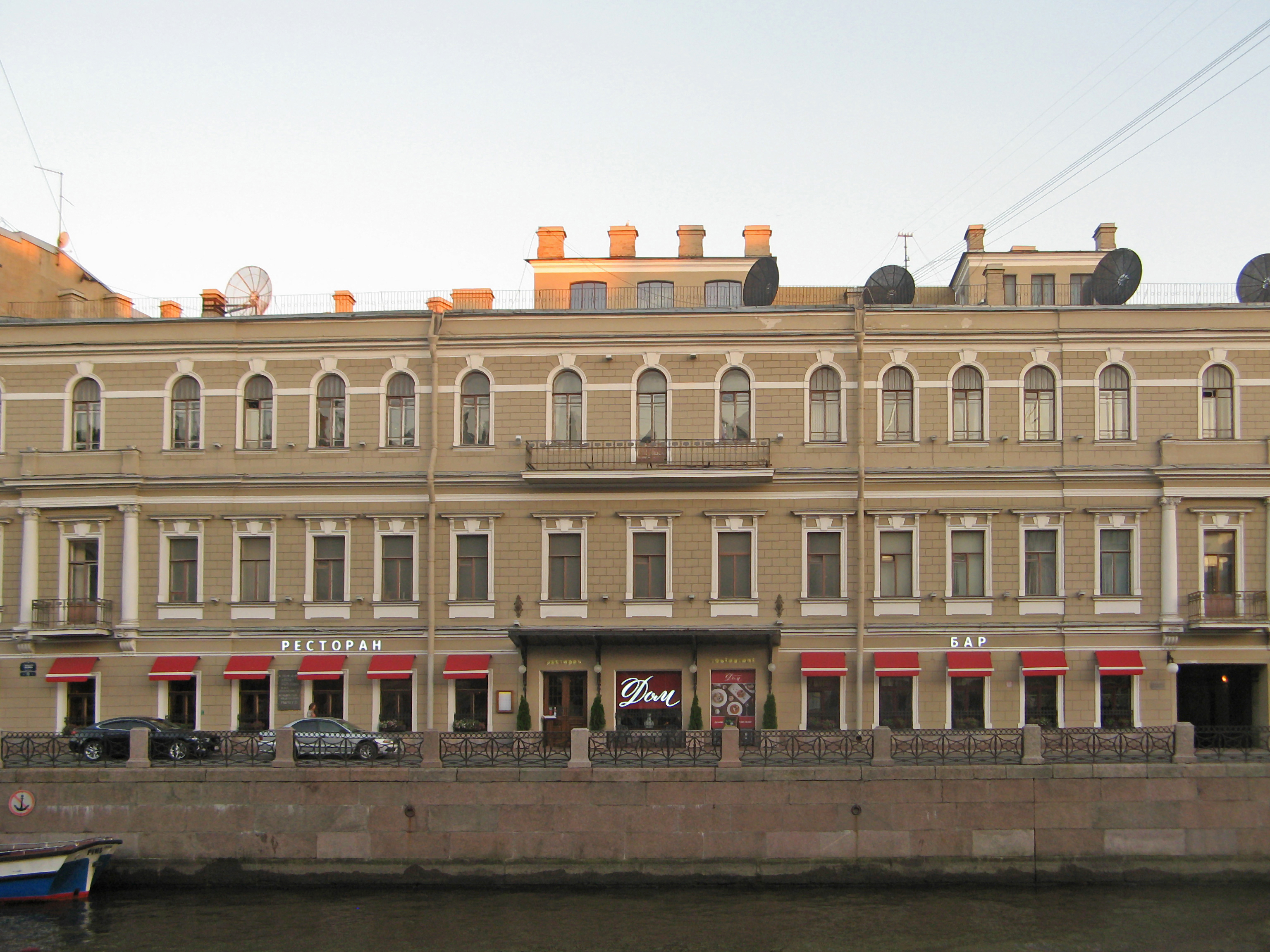
Здание бывшего управления Российско-американской компании. Санкт-Петербург, набережная реки Мойки, дом 72.

Российско-американская компания, окончательно оформившаяся летом 1799 года, служила инструментом по освоению и колонизации Нового Света. Она представляла собой результат своеобразного симбиоза интересов отечественных предпринимателей и царской бюрократии. Первоначально РАК возникла как монопольное объединение нескольких компаний в основном сибирских купцов. Главенствующую роль в ней играли иркутский купец 1-й гильдии Николай Мыльников и его сыновья Дмитрий и Яков, а также наследники известного курского купца Григория Ивановича Шелихова — его вдова Наталья Алексеевна, компаньон Иван Илларионович Голиков и зятья — богатый купец Михаил Булдаков и обер-секретарь Правительствующего сената, действительный статский советник и камергер Николай Резанов. Последний, будучи приближённым к императорскому двору, вскоре стал неофициальным главой и ходатаем компании перед царским правительством. Именно по его настоянию Главное правление РАК было переведено в 1801 году из Иркутска в Санкт-Петербург, а сама компания обрела черты полугосударственной монополии, когда в состав её акционеров вступил сам император, члены царствующей фамилии и ряд крупных сановников.
Дом в Петербурге (наб. реки Мойки, 72), где в первой половине XIX века размещалась Российско-американская компания — памятник истории федерального значения.
Первоначально РАК ещё сохраняла черты купеческого объединения, поскольку у руля её управления находились представители крупного торгового капитала. К высшей управленческой элите компании относились директора, находившиеся в Главном правлении компании (ГП РАК) в Санкт-Петербурге, а также главные правители (управляющие) российскими колониями в Америке.
Первым главным правителем Русской Америки стал в 1802 году уроженец города Каргополя именитый купец Александр Баранов, с 1790 года руководивший наиболее значительной компанией Шелихова в Америке. Энергичный и непреклонный, он сумел воплотить в жизнь многие проекты своего патрона, безвременно скончавшегося в 1795 году. При этом Баранов был не только первым главным правителем, но и единственным представителем купеческого сословия на этой ответственной должности. В 1802 году одновременно со званием главного правителя российских колоний он получил чин коллежского советника, а в 1806 году — орден Св. Анны 2-й степени, то есть был инкорпорирован в чиновничью иерархию империи и приобрёл право на потомственное дворянство. К чиновничьему сословию принадлежали и преемники Баранова, посланные ему на замену Главным правлением РАК по его многочисленным просьбам.
25 августа 1816 года специальный совет при Главном правлении компании принял решение назначить главой колониальной администрации капитан-лейтенанта Леонтия Гагемейстера. С этого времени пост главного правителя Русской Америки стал замещаться исключительно офицерами военно-морского флота, обычно в чине капитана 1-го или 2-го ранга.
Назначенный в 1854 году главным правителем капитан 1-го ранга Степан Васильевич Воеводский в августе 1856 года был произведён царём в контр-адмиралы за умелое руководство вверенными ему колониями в суровые годы Крымской войны. Избежать тогда разорения Русской Америки англо-французской эскадрой удалось благодаря ловкости Главного правления РАК, сумевшего накануне войны заключить сепаратный пакт о нейтралитете с британской Компанией Гудзонова залива.
Естественная зависимость колоний от морских офицеров, командовавших кораблями РАК, получила своё логическое завершение в передаче им всей полноты исполнительной власти в Русской Америке спустя почти 20 лет после образования Российско-американской компании. В результате прихода к власти в колониях морских офицеров были ликвидированы многие права купеческой вольницы, улучшилось положение как русских, так и особенно местных жителей, в том числе алеутов и креолов, находившихся на службе компании. Впрочем, вскоре обнаружились и серьёзные недостатки. Морские офицеры назначались правителями колоний на небольшие сроки, смотрели на своё пребывание в Америке как на временное явление. Хотя они и были знающими, честными и добропорядочными людьми, как правило, они не очень хорошо разбирались в коммерции, и экономические дела компании после смены Баранова оставляли желать лучшего.
Приход к власти в колониях морских офицеров был только началом качественного перерождения высшей руководящей элиты РАК. Основы для этого были заложены при переводе Главного правления из Иркутска в Санкт-Петербург, что позволило сосредоточить большое число акций РАК в руках столичного чиновничества, офицерства и царских сановников, которые уже к концу 1810-х годов стали активно влиять на решения, принимаемые общим собранием акционеров — высшим органом компании. Несмотря на перевод Главного правления из Иркутска в столицу, крупные пакеты акций РАК продолжали находиться в руках сибирского купечества.
Влияние придворной знати и бюрократии сказалось в большей степени при учреждении в 1804 году специального временного комитета (в 1813 году он был преобразован в официально действующий совет) из трёх акционеров РАК для решения политических вопросов, не подлежавших огласке. Причём один из членов этого органа не избирался, а назначался в обязательном порядке из состава Министерства иностранных дел. Первыми членами «политического» комитета стали видные государственные деятели — тогдашний морской министр адмирал Николай Семёнович Мордвинов, заместитель министра внутренних дел граф Павел Александрович Строганов и представитель МИД тайный советник Иван Андреевич Вейдемейер.
При самом учреждении компании в 1799 году планировалось, что её Главное правление должно состоять из двух директоров, но уже в 1800 году их число увеличилось до четырёх. Избирались они на общем собрании акционеров РАК, имевших право голоса (то есть владевших не менее 10 акциями). Право быть избранными на пост директора получали только лица, владевшие не менее 25 акциями. Поскольку первоначально каждая акция стоила более 1000 руб., то естественно, что попасть в состав руководства компании могли только очень состоятельные люди. Власть директоров была весьма значительна, и простые акционеры не могли вмешиваться в их деятельность и оспаривать распоряжения: для этого необходимо было организовать общее собрание акционеров, что было достаточно непростым делом.
За неполных 70 лет управления Русской Америкой со стороны Российско-американской компании состав её руководящей элиты претерпел весьма существенные изменения. Если первоначально руководство РАК в колониях и в метрополии состояло исключительно из купцов, пусть и тесно связанных с государственными структурами (а в России иначе и быть не могло), то уже спустя 20 лет после основания РАК власть в колониях перешла в руки морских офицеров. Ещё почти через 15 лет только из них начинают рекрутироваться их заместители. Проходит ещё немногим более 10 лет, и купцы окончательно теряют контроль над Главным правлением, а спустя десятилетие и вовсе исчезают из состава директоров РАК. Такая эволюция была фактически отражением трансформации самой компании, проделавшей за этот период путь от купеческой организации под эгидой Министерства финансов к государственному Департаменту по управлению заморскими территориями в виде своеобразного ответвления Морского министерства.
С середины 1840-х годов высший управленческий аппарат Российско-американской компании окончательно превращается в специфическую полугосударственную структуру. Именно военно-бюрократическая монополия лучше всего соответствовала сложившемуся в империи общественному строю. Этот строй достиг своего апогея к середине XIX века и, в значительной мере исчерпав внутренние резервы своего развития, начал быстро сдавать позиции в пореформенной России. Ни РАК в целом, ни её управленческая элита не захотели и не смогли учесть веяний новой капиталистической эпохи, не успели приспособиться к новым реалиям, переведя экономику Русской Америки на «капиталистические рельсы», что повлекло за собой ухудшение финансового положения компании в 1860-е годы. Таким образом, процесс огосударствления, бюрократизации высшей управленческой элиты РАК явился одной из косвенных причин продажи Аляски США в 1867 году и последующей ликвидации самой Российско-американской компании.
При содействии российского правительства компания в 1804—1840 годах организовала 25 экспедиций, в том числе и 15 кругосветных (Ивана Фёдоровича Крузенштерна, Юрия Фёдоровича Лисянского и другие).
В 1839 году Компания Гудзонова залива арендовала у РАК материковое побережье Юго-Восточной Аляски от мыса Спенсер на севере до южных границ Русской Америки. На арендованной земле её агенты заняли выстроенный русскими в устье реки Стахин (Стикин) Дионисиевский редут, переименовав его в Форт-Стикин. Британцы торговали в Форт-Стикине с индейцами до 1849 году, а затем упразднили его, переведя служащих в Форт-Виктория на остров Ванкувер. В 1847 году англичане незаконно основали Форт-Юкон на землях Русской Америки, где скупали пушнину у местного населения. Условия их были намного выгоднее, чем у русских, и туда сдавали меха не только охотники со всей Аляски, но даже чукчи. Но англичане снабжали Русскую Америку многими необходимыми товарами.

## Посольства в Японию
С именем Российско-американской компании связаны первые в истории России попытки установить торгово-экономические отношения с Японией. Япония начала XIX века была закрытой страной, фактическая власть в которой принадлежала феодальному роду Токугава, известному своей непримиримой политикой по отношению к иностранцам. Согласно указам сёгуната никто, кроме голландцев, не имел права вести торговлю на территории Японии. Тем не менее даже голландская торговля, для которой был отведён порт Нагасаки, находилась под строгим контролем чиновников сёгуната. История знает немало примеров попыток западных государств установить торговые и политические контакты с токугавской Японией, однако все они заканчивались неудачами. В подобной обстановке «закрытых дверей» со стороны Японии Российско-американская компания решила направить туда свою экспедицию для открытия новых рынков сбыта промышленных товаров. Возможно, что в качестве ещё одной основной задачи, стоявшей перед РАК, было подписание договора, по которому рассчитывалось поставлять в дальневосточные области Российской империи японские товары. Деятели РАК видели в этом более удобный способ обеспечить провиантом один из стратегически важных регионов страны.
29 июля 1802 года главное правление РАК обратилось к императору Александру I для получения разрешения на отправку из Кронштадта первой русской кругосветной экспедиции, с целью доставить в свои тихоокеанские владения припасы и необходимые для кораблестроения материалы. Основной целью было установление торговли с Китаем и Японией, а затем и распространить сферу своей деятельности и на соседние страны. Для этого компания просила обеспечить её опытными офицерами и приказчиками, а также суммой денег в размере 250 тыс. рублей.
Император Александр I утвердил предложение в тот же день. Начальником экспедиции был назначен Иван Фёдорович Крузенштерн, а его помощником стал капитан-лейтенант Юрий Фёдорович Лисянский. В распоряжении историков имеется записка царю министра коммерции Николая Петровича Румянцева «О торге с Японией»: «Сама природа, поставя Россию сопредельно Японии и сближая обе империи морями, даёт нам перед всеми торговыми державами преимущества и удобность в торговле, к которой ныне купечество наше, как кажется, ожидает токмо единого от правительства одобрения».
В день отплытия экспедиции Александр I лично посетил корабли компании «Нева» и «Надежда», чем подчеркнул значение, которое придавалось посольству. Экспедиция закончилась в 1805 году, когда «Надежда» покинула японские берега, так и не сумев преодолеть желание японских чиновников сохранять закрытое положение страны. Однако был и ряд положительных моментов. Так например, участники экспедиции смогли собрать для Академии Наук коллекцию образцов флоры и фауны Японии, изделий ремесла, одежды, утвари, что дало мощный толчок научному изучению Японии в нашей стране. Кроме того, экспедиция способствовала знакомству двух соседних народов, подготовила почву для их дальнейшего сближения и подписания Симодского договора о начале торговли в 1856 году.

## Русские на Гавайях
В 1816 году доктор Георг Антон Алоис Шеффер, сотрудник Российско-американской компании, прибыл на остров Кауаи с миссией по вызволению захваченного корабля «Беринг» и по личной инициативе добился подписания прошения о протекторате правителем острова Каумуалии, вассалом монарха Гавайского королевства Камехамехи I. Впоследствии император отказался ратифицировать договор. Шефферу удалось построить на острове три крепости, руины одной из которых — Елизаветинской — сохранились до наших дней. Однако уже в 1817 году Шеффер был вынужден покинуть остров из-за агрессивных действий американских предпринимателей и моряков, сторону которых принял и Каумуалии, до которого дошли сведения о реальных полномочиях Шеффера.

## Курилы
В 1795 году Российско-американская компания вдохнула новую жизнь в русско-алеутское поселение на о. Уруп (известное с 1771 года), основав склады и дав ему название «Курилороссия». Первых колонистов насчитывалось порядка 40 человек (в том числе русские, алеуты и камчадалы). Командовал колонистами передовщик Звездочётов. Однако в мае 1806 года очередная группа японских посланцев русских на острове не обнаружила — там остались только несколько айну. Резанов послал протест японскому правительству, указав, что на север от острова Хоккайдо все земли и воды принадлежат русскому императору. В целях лучшего управления Курильскими островами по указанию русского правительства Российско-американская компания на основе существовавшего на острове Уруп русского поселения создала особый Курильский отдел во главе с мичманом Этолиным.
С 1820 по 1867 РАК в лице священника Якова Нецветова вела довольно активную миссионерскую деятельность на северных Курильских островах, что несколько диссонировало с желаниями российских чиновников (генерала Кошелева) отдать японцам эти территории из расчёта в будущем наладить торговлю между Россией и Японией, что и произошло в 1875 году.
При этом сами аборигены, которые к 1736 году приняли православие, a к 1811 году уже владели русской грамотой, крайне негативно отнеслись к такому шагу камчатских чиновников.

## Форт-Росс
Эпоха русского присутствия в Калифорнии началась 30 августа 1812 года. В этот день служащий Российско-американской компании Иван Кусков и его сотрудники (25 русских и 80 алеутов) подняли флаг РАК в точке с координатами 38° 33' с. ш. и 123°15’ з. д.

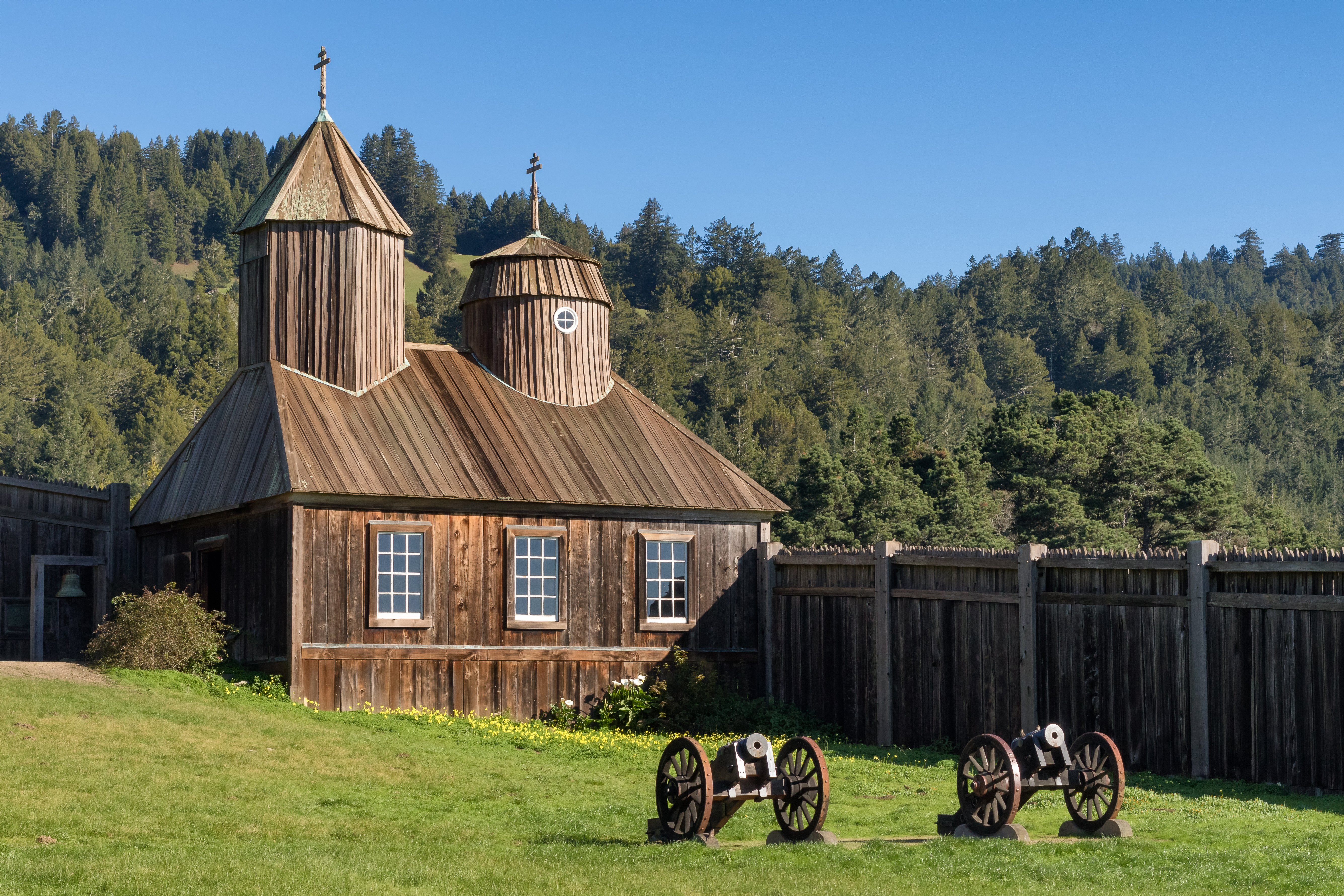
Форт-Росс, Калифорния

Окончательное решение о начале строительства русского поселения в Калифорнии (крепости Росс) главный правитель Русской Америки Александр Баранов принял в конце 1811 года. До этого он дважды отправлял исследовательские экспедиции на поиски подходящего места. Экспедиции возглавлял упомянутый Иван Кусков, который положил на создание и развитие Русской Калифорнии почти пятнадцать лет своей жизни. Его выбор пал на высокий берег небольшой бухты к северу от залива Бодега, в 15 верстах выше реки Славянки (современная Рашен-Ривер) и в 70 милях к северу от Сан-Франциско.

## Продажа Аляски
Инициатором продажи Аляски выступило Министерство финансов во главе с Михаилом Христофоровичем Рейтерном, направившее императору Александру II специальную записку от 16 (28) сентября 1866 года, в которой указывало на необходимость строжайшей экономии государственных средств и отказа от разного рода субсидий. Кроме того, Рейтерн подчёркивал, что для нормального функционирования империи требовался трёхлетний иностранный заём по 15 млн руб. в год. В этих условиях получение даже части этой суммы представляло для правительства определённый интерес. Продажа Аляски смогла бы обеспечить значительную часть указанной суммы, одновременно избавив казну от обременительных ежегодных дотаций РАК в размере 200 тыс. руб. серебром.
К практической реализации этого проекта правительство приступило после приезда из Вашингтона российского посланника Эдуарда Стекля, активно лоббировавшего уступку Аляски США. После его встреч с великим князем Константином Николаевичем и Михаилом Христофоровичем Рейтерном, последний представил канцлеру Александру Горчакову 2 (14) декабря 1866 записку о целесообразности сделки с Соединёнными Штатами.
Аналогичная записка была представлена главе МИДа князю Горчакову и от Морского министерства, во главе с великим князем Константином Николаевичем.
16 (28) декабря состоялось секретное «особое заседание», на котором присутствовали великий князь Константин Николаевич, Александр Михайлович Горчаков, Михаил Христофорович Рейтерн, Эдуард Андреевич Стекль и вице-адмирал Николай Карлович Краббе (от Морского министерства) во главе с императором Александром II. Именно эти люди и решили судьбу Русской Америки. Все они единогласно высказались за её продажу США.
После принятия верховными властями Российской империи окончательного решения по «аляскинскому вопросу» Стекль немедля, уже в январе 1867 года, покинул Санкт-Петербург, а 15 февраля прибыл в Нью-Йорк. В марте начались непродолжительные переговоры, а сам договор об продаже Россией Аляски за 7 млн долларов золотом был подписан 18 (30) марта 1867 (территория площадью 1519 тыс. км² была продана за 7,2 млн $ золотом, то есть меньше чем по 5 центов за гектар). И только 7 (19) апреля руководство РАК было оповещено о свершившемся факте.
Уступку Русской Америки удалось провести втайне от акционеров, директоров РАК и даже от многих высокопоставленных чиновников Российской империи. Они узнали об этом из сообщений, полученных по телеграфу из Западной Европы.

## Список председателей совета директоров РАК
| №№ п/п | Имя                              | Начало срока | Конец срока |
| ------ | -------------------------------- | ------------ | ----------- |
| 1      | Михаил Матвеевич Булдаков        | 1799         | 1827        |
| 2      | Иван Васильевич Прокофьев        | 1827         | 1844        |
| 3      | Фердинанд Петрович фон Врангель  | 1844         | 1850        |
| 4      | Владимир Гаврилович Политковский | 1850         | 1866        |
| 5      | Егор Егорович фон Врангель       | 1866         | 1867        |

## Управляющие Российско-американской компании
| №№ п/п | Имя                                         | Начало срока     | Конец срока      |
| ------ | ------------------------------------------- | ---------------- | ---------------- |
| 1      | Александр Андреевич Баранов (1746—1819)     | 9 июля 1799      | 11 января 1818   |
| 2      | Леонтий Андрианович Гагемейстер (1780—1833) | 11 января 1818   | 24 октября 1818  |
| 3      | Семён Иванович Яновский (1788—1876)         | 24 октября 1818  | 15 сентября 1820 |
| 4      | Матвей Иванович Муравьёв (1784—1836)        | 15 сентября 1820 | 14 октября 1825  |
| 5      | Пётр Егорович Чистяков (1790—1862)          | 14 октября 1825  | 1 июня 1830      |
| 6      | Фердинанд Петрович Врангель (1797—1870)     | 1 июня 1830      | 29 октября 1835  |
| 7      | Иван Антонович Купреянов (1800—1857)        | 29 октября 1835  | 25 мая 1840      |
| 8      | Адольф Карлович Этолин (1798—1876)          | 25 мая 1840      | 9 июля 1845      |
| 9      | Михаил Дмитриевич Тебеньков (1802—1872)     | 9 июля 1845      | 14 октября 1850  |
| 10     | Николай Яковлевич Розенберг (1807—1857)     | 14 октября 1850  | 31 марта 1853    |
| 11     | Александр Ильич Рудаков (1817—1875)         | 31 марта 1853    | 22 апреля 1854   |
| 12     | Степан Васильевич Воеводский (1805—1884)    | 22 апреля 1854   | 22 июня 1859     |
| 13     | Иван Васильевич Фуругельм (1821—1909)       | 22 июня 1859     | 2 декабря 1863   |
| 14     | Дмитрий Петрович Максутов (1832—1889)       | 2 декабря 1863   | 18 октября 1867  |